# Neduba extincta
Neduba extincta är en insektsart som beskrevs av Rentz, D.C.F. 1977. Neduba extincta ingår i släktet Neduba och familjen vårtbitare. IUCN kategoriserar arten globalt som utdöd. Inga underarter finns listade i Catalogue of Life.